# Доктор хонорис кауза на Софийския университет
Традицията повелява всеки университет да има свои „доктори по заслуги“. Софийският университет е създаден като висш педагогически курс от 1 октомври 1888 г. с възрожденската идея за български университет.
На заседанието си на 8 декември 1888 г. V обикновено народно събрание взема решение за преобразуване на висшия курс във Висше училище.
Първото тържествено отбелязване на университетски празник е замислено да бъде запомнящо се в хода на честванията на 15-годишнината на Висшето училище през 1903 г. Подготовката за честванията на юбилея започва още в началото на предходната 1902 г. Тържественото въвеждане в длъжност на новия Ректор от 1891 г. се извършва на първия учебен ден – 1 октомври. В този тържествено-юбилеен контекст, по случай 25-годишният юбилей на Екзарх Йосиф I на 2 април 1902 г., е взето решение духовният водач на целокупния български народ да бъде удостоен като първия в историята доктор хонорис кауза на Софийския университет. От 9 април 1902 г. Университетът има своя първи „почетен магистър на правото“.
До края на Първата световна война, с Ньойския договор, Софийският университет е със само един „доктор по заслуги“. По случай 70-та годишнина на народния поет Иван Вазов, на 21 октомври 1920 г., същият е отличен като втори „доктор по заслуги“ (по славянска филология и литература) на Университета.
Трети „доктор по заслуги“ (на природните науки) на Университета е държавният глава цар Борис III, който е отличен като такъв на 28 ноември 1928 г. Четвъртият доктор хонорис кауза (на историческите науки) e Павел Милюков, удостоен за такъв на 23 януари 1929 г. Доктор Марин Русев е петия отличен на 4 юни 1930 г. като доктор хонорис кауза на медицинските науки, заради заслугите му по откриване на Медицинския факултет на Университета.
30-те години на XX век, времето на Голямата депресия и наближаващия 50-годишен юбилей, предполага при удостояването с почетното звание да се излезе извън национално-патриотичния контекст. Първият университетски учен, със световна известност, удостоен за доктор хонорис кауза на юридическите науки, е Джорджо дел Векио – на 23 ноември 1933 г. На 20 юни 1934 г. професор Петър Мюленс също е удостоен за доктор хонорис кауза на медицинските науки на Университета. На 6 март 1935 г. Никълъс Мъри Бътлър е удостоен за доктор на юридическите науки на Университета, с което става осмия член на почетния клуб на докторите на Софийския университет.
На 22 май 1939 г., в разгара на тържествата отбелязващи 50-годишнината на Университета, са връчени дипломите на почетни доктори на Университета на 99 души. Те са чуждестранни гости в Аулата на Университета и званието им е присъдено след 65 предложения на факултетите и още 34 такива на ректората. Сред отличените са Никола Тесла и Любор Нидерле.
Към началото на 2021 г. Софийският университет има 388 доктор хонорис кауза , вкл. четирима на които безпрецедентно е отнето званието им посмъртно – с решение на Академичния съвет от 26.02.2020 г.
Сред почетните доктори на Софийския университет са Ирен Жолио-Кюри и Фредерик Жолио-Кюри, Хавиер Перес де Куеляр, Хуан Антонио Самаранч, Джулио Андреоти, Дмитрий Лихачов, Умберто Еко, Годфри Харолд Харди, Франц Дьолгер, Харолд Пинтър, Жак Дерида, Михаил Горбачов.